# Arguedas (Navarra)
Arguedas település Spanyolországban, Navarra autonóm közösségben. Arguedas Tudela, Valtierra és Bardenas Reales községekkel határos. Lakosainak száma 2303 fő (2024).

## Népesség
A település népessége az elmúlt években az alábbi módon változott:

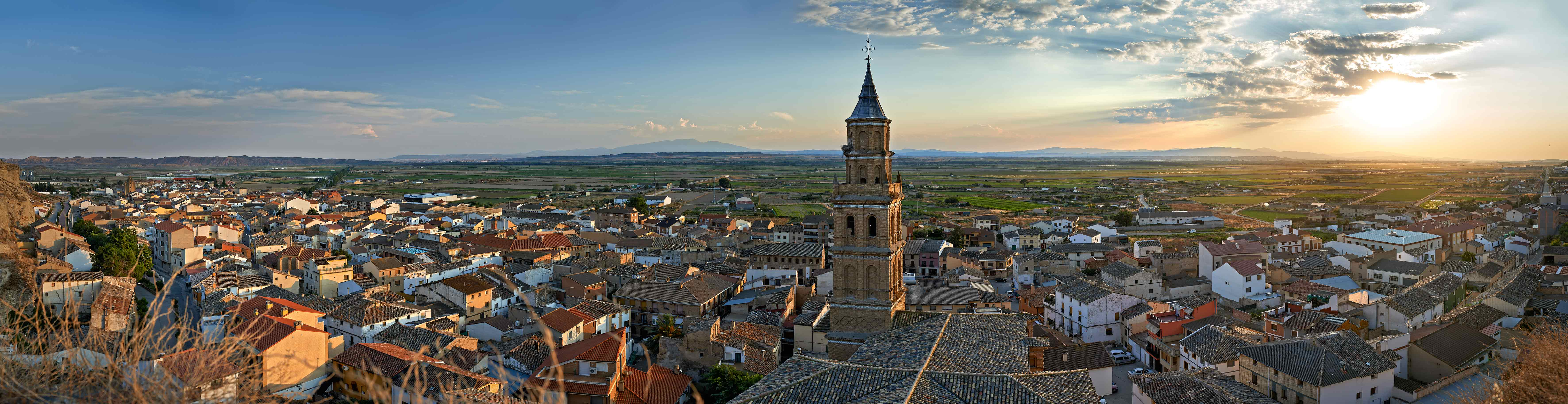

| Lakosok száma | 2279 | 2362 | 2353 | 2420 | 2373 | 2313 | 2300 | 2272 | 2312 | 2303 |
|               | 2001 | 2004 | 2007 | 2009 | 2012 | 2014 | 2017 | 2019 | 2022 | 2024 |